# Aguis
Aguis (llamada oficialmente San Martiño de Aguís) es una parroquia y un lugar español del municipio de Blancos, en la provincia de Orense, Galicia.

## Toponimia
La parroquia también es conocida por el nombre de San Martín de Aguis.

## Organización territorial
La parroquia está formada por cinco entidades de población:
- Aguís
- Aspra[4] (A Aspra)
- Fonte Arcada
- Loureses
- O Mosteiro

## Demografía

### Parroquia
| Gráfica de evolución demográfica de Aguis (parroquia) entre 2000 y 2022 |
|                                                                         |
| Datos según el nomenclátor publicado por el INE.                        |

### Lugar
| Gráfica de evolución demográfica de Aguís (lugar) entre 2000 y 2022 |
|                                                                     |
| Datos según el nomenclátor publicado por el INE.                    |